# Копылы (Тужинский район)
Копылы — деревня в Тужинском районе Кировской области. Входит в состав Тужинского городского поселения. 

## География
Находится на расстоянии примерно 4 километра по прямой на запад-юго-запад от районного центра поселка Тужа.

## История
Известна с 1873 года, когда здесь (починок Копылов) было учтено дворов 5 и жителей 107, в 1905 30 и 194, в 1926 (уже деревня Копылы) 36 и 195, в 1950 27 и 86. В 1989 году проживало 70 человек .

## Население
Постоянное население составляло 40 человек (русские 92%) в 2002 году, 17 в 2010.